# Nikolaos Kabasilas
Svatý Nicolaos Kabasilas (vlastním jménem Nicolaos Chamaëtos, česky též Mikuláš Kabasila, řecky Νικόλαος Καβάσιλας, nar. 1319/1323 v Soluni, zemřel po r. 1391) je byzantský laický teolog a spisovatel, blízký duchovní škole hesychasmu a Řehoři Palamovi. Jako světec je v řecké pravoslavné církvi uctíván od roku 1984, jeho svátek se slaví 20. června.

## Dílo
- Výklad božské liturgie, český překlad z ruštiny Jakub Jiří Jukl, Praha, Jiří Přeučil (nákladem vlastním) 2007, ISBN 978-80-254-0880-3. Kritická edice: Explication de la divine liturgie Sources Chrétiennes n° 4bis, Le Cerf 1989 a 1990.
- Život v Kristu (Περὶ τῆς ἐν Χριστῷ ζωῆς). Kritická edice: La Vie en Christ, Sources Chrétiennes n° 355 et 361, Le Cerf, 1989-1990.
- Slavnostní řeč při korunovaci Matthaiase Kantakuzena, spolucísaře Jan Kantakuzena.
- Mariánské homilie: fr. La Mère de Dieu. Homélies sur la Nativité, sur l’Annonciation et sur la Dormition de Très Sainte Mère de Dieu, Lausanne. Traduction du grec par J.-L. Palierne, L’Âge d’Homme, 1992
- Korespondence: Marie-Hélène Congourdeau, Correspondance de Nicolas Cabasilas, Les Belles Lettres, Paris, 2010.